# Jokkmokks-Jokke
Bengt Simon "Jokkmokks-Jokke" Djupbäck, född Johansson den 25 maj 1915 i Djupbäcken i Jokkmokks församling i nuvarande Jokkmokks kommun i Lappland, död 15 juni 1998 i Nacka, var en svensk sångare, kompositör och sångtextförfattare. Han tog efternamnet Djupbäck 1974 och lade på 1990-talet till det tidigare artistnamnet Jokkmokks-Jokke som ett tredje förnamn. Han uppträdde oftast i samedräkt trots att han inte var same.

## Karriär

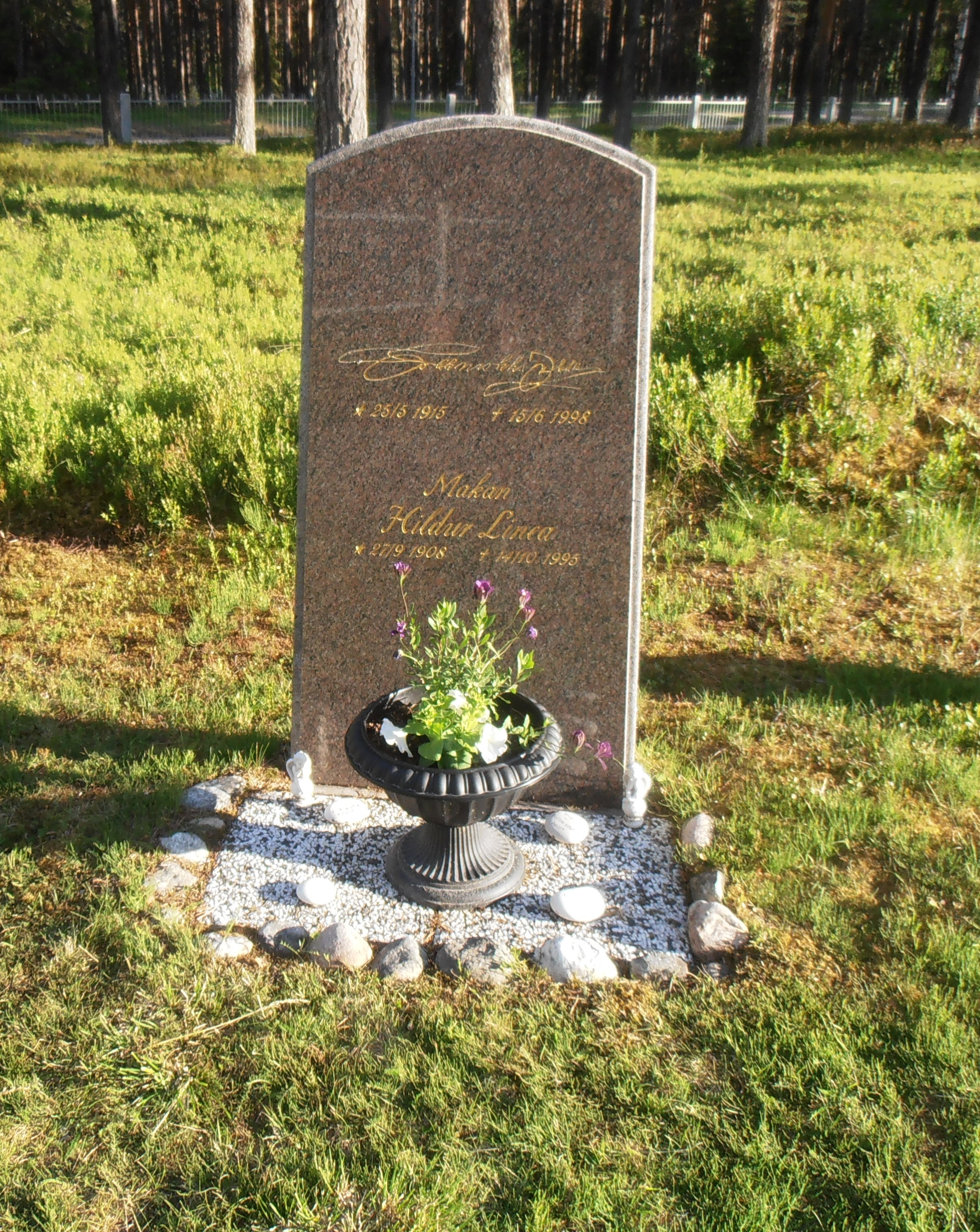
Jokkmokks-Jokkes gravsten på Vuollerims kyrkogård i juli 2020.

Jokkmokks-Jokke växte upp under fattiga förhållanden. Föräldrarna hette Karl Fredrik och Maria Matilda Johansson. Makarna fick totalt 11 barn inklusive Jokkmokks-Jokke. Som 19-åring fick Jokkmokks-Jokke jobb som rallare, och var en av dem som var med när Inlandsbanans sista spik slogs ned i Kåbdalis 1936. Han blev sedan målare vid SJ, stationerad i Östersund, innan han övergick till artistbranschen. Han kom till Stockholm 1954, lanserades där av Topsy Lindblom och fick uppträda på Nalen.
Det stora genombrottet kom 1963 när han sjöng in valsen Gulli-Gullan, som blev hans ständiga följeslagare och signaturmelodi. Han medverkade i några filmer under 1960-talet, bland andra Åsa-Nisse i rekordform. År 1967 utkom hans självbiografi Tjosan! Sagan om vildmarkspojken och han låg på Svensktoppen 1971 med visan Tillbaka till min hembygd, fick sin första guldskiva 1972 och gjorde en turné i USA året därpå. Resan sträckte sig från svenskbygderna i norr till Tijuana och Enzenada en bit in i Mexiko.
Den 29 januari 1983 "kidnappades" Jokkmokks-Jokke av Lasse Holmqvist till det populära TV-programmet "Här är ditt liv". Där mötte han bland andra (för första gången på över femtio år) sin gamla lärarinna från skolan i Porsi. Mötet fick honom att upprört berätta om sin i förtid avslutade skolgång och de efterföljande svårigheter i arbetslivet detta medfört. Det framkom att han under hela sitt liv upprörts av "paragraf 48", vilken avsåg dåvarande folkskolans minimikurs och som innebar att vissa elever kunde avsluta sin skolgång i förtid, antingen på grund av fattigdom i hemmet eller av bristande inlärningsförmåga. Förespråkarna av denna paragraf menade att skolläxor berövade såväl fattiga föräldrar som deras barn möjlighet till försörjning genom praktiskt arbete. Paragrafen avskaffades officiellt först 1955. Vidare berättade Jokkmokks-Jokke att han fått betyget C i sång (dock inte av den lärarinna som medverkade i programmet).
Jokkmokks-Jokke gjorde många framträdanden på sjukhus och äldreboenden och hans gager gick många gånger till välgörande ändamål. Han hade också utomlands några fadderbarn som han hjälpte på olika sätt. Runtom i landet bildades föreningar med namnet "Jokkmokks-Jokkes Fan Club". Han gjorde sitt sista TV-framträdande i Café Norrköping den 22 oktober 1993. Under många år var Jokkmokks-Jokke en av Sveriges mest folkkära och populära artister som drog rekordpublik vid sina framträdanden; kanske inte beroende på skönsång utan på grund av entusiasm, äkthet, chosefrihet, naturlighet och glädjespridande. I många folkparker slog han publikrekord - rekord som står sig än idag. Hans hälsningsfras ”tjosan tjosan” blev legendarisk. I många år hade Jokkmokks-Jokke också en ständig krönika i Expressen, som på den tiden var Sveriges största kvällstidning.
Han begravdes i Vuollerim i samma grav som hustrun Hildur Djupbäck (1908–1995) som han var gift med sedan 1939. På gravstenen står det "Jokkmokks-Jokke" efter egen önskan.
Ett museum till hans minne, Jokkmokks-Jokkes museum, öppnades år 1993 i hans hemby Porsi. I Jokkmokk leder Jokkmokks-Jokkes väg till utsiktsplatsen Storknabben.
1995 började Edvin "Sarek" Nilsson och hans hustru Isa Sundberg producera dokumentären "Jokkmokksjokke en folkkär artist ser tillbaka", vilken sändes på SVT1 1998, det vill säga samma år som Jokkmokks-Jokke avled. Dokumentären sändes därefter vid 3 tillfällen. I dag förvaras filmen på muséet Átjte i Jokkmokk, dit Edvin Nilsson efterlämnat det mesta material som han hade om Jokkmokks-Jokke.

## Diskografi (urval)
- 1967 – Jokkmokks-Jokke
- 1971 – Tillbaka till min hembygd
- 1972 – Jag en vandringsman är
- 1972 – Stränga din lyra
- 1974 – Vildmarken sjunger
- 1975 – Jerusalem
- 1977 – Jokkmokks-Jokkes 16 bästa
- 1978 – Delad glädje är dubbel glädje
- 1984 – Vägen hem (med hustrun Hildur Djupbäck)
- 1985 – Norrland du sköna (med hustrun Hildur Djupbäck)
- 1986 – God Jul (med hustrun Hildur Djupbäck)
- 1990 – Rallarsving
- 1994 – Fåraherden
- 2003 – Musik vi minns (samlings-cd)

## Filmografi
- 1998 – Dokumenär "Jokkmokksjokke en folkkär artist ser tillbaka (svt1)

### Musik
- 1966 – Åsa-Nisse i raketform
- 1966 – Trettio pinnar muck

### Roller
- 1966 – Trettio pinnar muck
- 1966 – Åsa-Nisse i raketform
- 1969 – Åsa-Nisse i rekordform